# Jutta Heine
Judith „Jutta” Heine (ur. 16 września 1940 w Stadthagen) – niemiecka lekkoatletka specjalizująca się w biegach sprinterskich, dwukrotna uczestniczka igrzysk olimpijskich w latach 1960 i 1964, dwukrotna srebrna medalistka olimpijska z 1960 r. z Rzymu, w biegach na 200 metrów oraz w sztafecie 4 × 100 metrów.

## Finały olimpijskie
- 1960 – Rzym, bieg na 200 m – srebrny medal
- 1960 – Rzym, sztafeta 4 × 100 m – srebrny medal
- 1964 – Tokio, sztafeta 4 × 100 m – 5. miejsce

## Inne osiągnięcia
- mistrzyni Niemiec w biegu na 100 m – 1962
- mistrzyni Niemiec w biegu na 200 m – 1959, 1961, 1962, 1963
- wielokrotna rekordzistka kraju na różnych dystansach[1]
- 1962 – tytuł „Najlepszej Sportsmenki Roku” (niem. Sportler des Jahres)[2]
- 1962 – Belgrad, mistrzostwa Europy – trzy medale: złoty w biegu na 200 m oraz dwa srebrne, w biegu na 100 m oraz w sztafecie 4 × 100 metrów

## Rekordy życiowe
- bieg na 100 metrów – 11,4 – 1962
- bieg na 200 metrów – 23,3 – 1962